# النضيرة

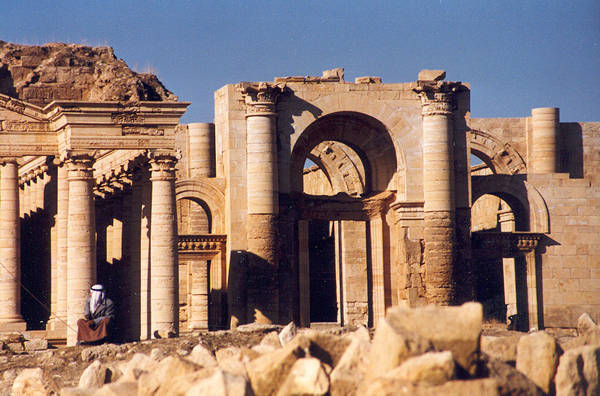
سقطت مدينة الحضر الصحراوية المحصنة، التي صدت ثلاثة حصارات رومانية وواحد ساساني، للملك الساساني سابور الأول في 241.

دارت قصة النضيرة في العصور الوسطى حول سقوط الحضر وأميرتها التي وقعت في حب الملك الشاب سابور الأول بينما كان يحاصر المدينة.
تم تسجيل هذه الرواية الخيالية جزئيًا في مصادر فارسية وعربية في الفترة الإسلامية المبكرة، وقد ألهمت بعض عناصرها بعض القصص الحديثة. يتميز موضوعها العام بسمات مشتركة مع بعض الأساطير اليونانية والرومانية.

## القصة

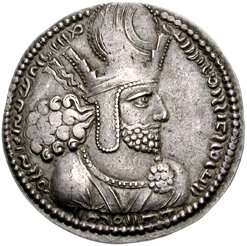
عملة فضية لسابور الأول

ووفقا لتقاليد في العصور الإسلامية المبكرة فإن النضيرة؛ (بالفارسية: نضیره) كانت ابنة الضيزن أو الساطرون (سنطروق الثاني) ملك مملكة الحضر. لقد خانت العاصمة المحصنة، الحضر، للملك الفارسي سابور الأول بعد رؤيته والوقوع في حبه وهو يحاصر المدينة وقد فعلت ذلك عن طريق شرب والدها وحراس بوابات المدينة للخمر، أو عن طريق الكشف للعدو عن التعويذة التي تعتمد عليها ملكية المدينة. استولى سابور الأول على الحضر ودمرها وقتل ملكها ثم غادر مع النضيرة وتزوجها. في إحدى الليالي، لم تستطع النضيرة النوم وقد شَكَت من أن سريرها قاسي للغاية عليها. ثم اتضح أن ورقة الآس عالقة فيه وتثير غضبها. لقد سألها سابور بعد دهشته من نعومتها، كيف عاملها والدها، فوصفت له كيف عاملها بشكل جيد. أدرك سابور الأول عدم جدية النضيرة تجاه والدها وأعدمها بطريقة وحشية.